# Трновица (Билеча)
Трновица (серб. Трновица / Trnovica) — село в общине Билеча Республики Сербской Боснии и Герцеговины. Население составляет 25 человек по переписи 2013 года.